# Xã Adams, Quận Warren, Indiana
Xã Adams (tiếng Anh: Adams Township) là một xã thuộc quận Warren, tiểu bang Indiana, Hoa Kỳ. Năm 2010, dân số của xã này là 512 người.